# Bass Rock
Bass Rock, eller blot the Bass er en ø i den ydre del af Firth of Forth i det østlige Skotland. Den ligger omkring 2 km fra land og 5 km nordøst for North Berwick. Det er en stejl vulkansk klippeø, der er 107 m på det højeste punkt, og den bruges af en stor koloni af suler. Klippeøen er ubeboet, men historisk har der boet engelske eremiter, og senere lå der en vigtig borg her, som blev omdannet og brugt som fængsel.
Øen ejes af Sir Hew Hamilton-Dalrymple, hvis familie købte den i 1706, og inden da havde den været i Lauder-familiens eje i næsten 600 år. I 1902 opførte man Bass Rock Lighthouse her, og ruinerne af et gammel kapel findes også.